# Dipsas bicolor
Espèce
Synonymes
- Neopareas bicolor Günther, 1895
- Neopareas tricolor Brattstrom & Howell, 1954

Statut de conservation UICN

 LC  : Préoccupation mineure

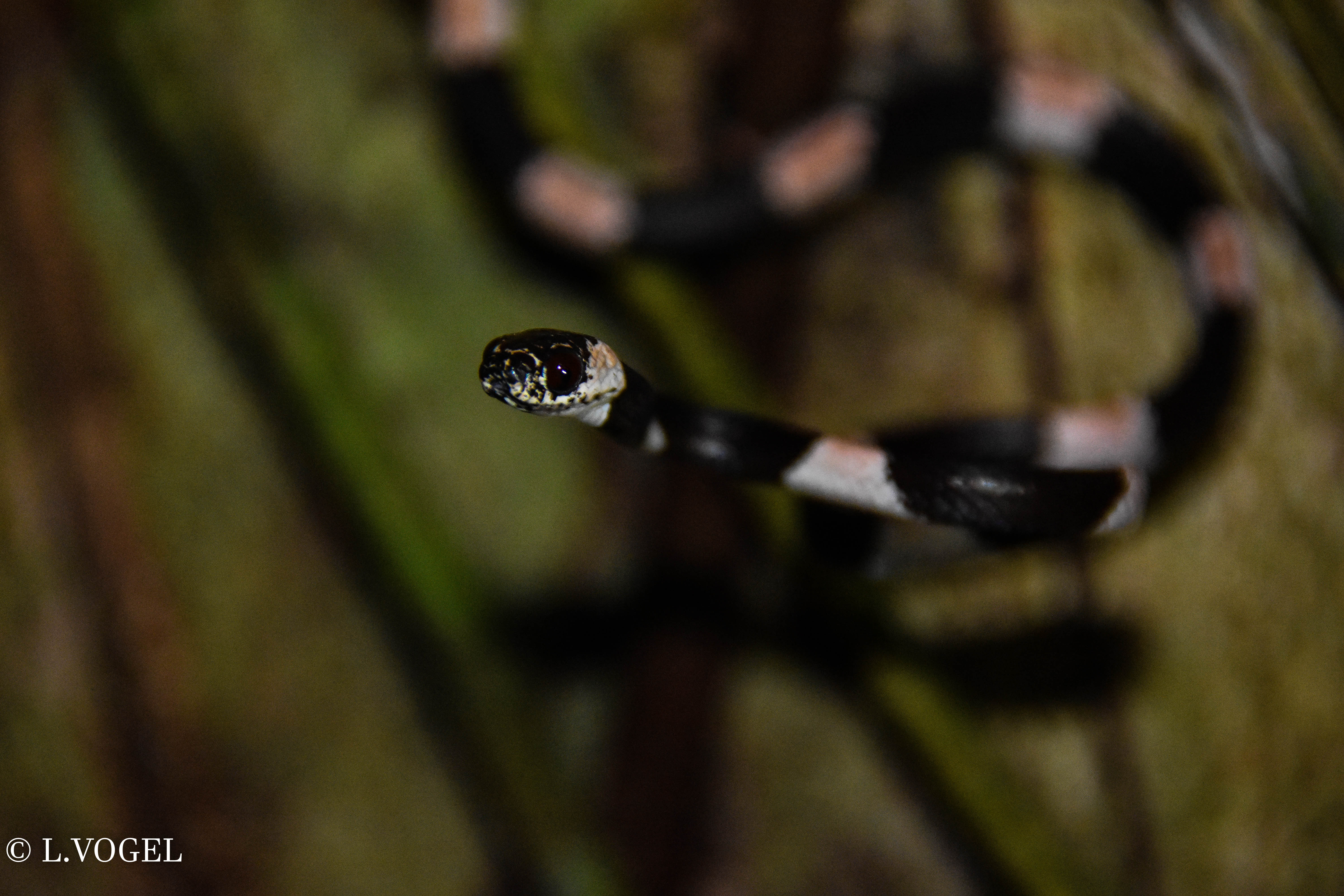
Dipsas bicolor.

Dipsas bicolor  est une espèce de serpents de la famille des Dipsadidae.

## Répartition
Cette espèce se rencontre au Honduras, au Nicaragua et au Costa Rica.
Pour Harvey, Lehr aurait fait une erreur d'identification en la signalant au Pérou en prenant Dipsas gracilis pour cette espèce.

## Description
L'holotype de Dipsas bicolor mesure 55 cm dont 20 cm pour la queue. Son dos est noir profond et présente des anneaux de couleur blanche, le premier situé au niveau de la nuque, puis 14 sur le corps et 12 sur la queue. La largeur de ces anneaux blancs est environ moitié moins grande que la bande noire qui les sépare.

## Étymologie
Son nom d'espèce, du latin bicolor, « à deux couleurs », lui a été donné en référence à sa livrée.

## Publication originale
- Günther, 1895 : Reptilia and Batrachia, Biologia Centrali-Américana, Taylor, & Francis, London, p. 1-326 (texte intégral).